# ビンセンツォ・グアルティエリ
ビンセンツォ・グアルティエリ（Vincenzo Gualtieri、1993年1月4日 - ）は、ドイツのプロボクサー。ヴッパータール出身。元IBF世界ミドル級王者。

## 来歴
2015年にグラシアノ・ロッシジャーニ主宰するロッキーズ・ジムの体験プログラムを受けて以降ロッシジャーニに感銘を受け、ロッシジャーニのプロモーションと契約し2015年10月31日にプロデビュー。
ロッシジャーニが2018年10月1日に事故死した為グアルティエリが最後の弟子となり、プロ入り以降ロッシジャーニのコネクションで2017年にインゴ・ヴォルクマンが設立した新興プロモーションであるアルゴ・スポーツと契約した。
2020年6月12日、シャーロッテンベルグのハーベルスタジオでBDBドイツミドル級王座決定戦をアレクサンダー・パベロフと行い、10回2-0（96-94、96-95、95-95）の判定勝ちを収め王座を獲得した。
2022年9月10日、ヴッパータールのウニハーレ・ヴッパータールでヴィンセンゾ・ベヴィラクァと保持するIBFインターコンチネンタル王座の防衛戦を行い、12回3-0（2者が118-110、116-112）の判定勝ちを収め2度目の防衛に成功した。
2023年3月15日、IBFがIBF世界ミドル級1位エスキバ・ファルカンとIBF世界ミドル級3位のグアルティエリに対しゲンナジー・ゴロフキンが返上したIBF世界ミドル級王座決定戦の交渉を行うよう通達された。
2023年5月2日、IBF本部でIBF世界ミドル級王座決定戦の入札が行われグアルティエリを擁するアルゴ・スポーツが410000ドルを提示しファルカンを擁するボブ・アラムのトップランクの375000ドルを抑えアルゴ・スポーツが興行権を初めて落札、報酬は205000ドルずつとなり2018年7月14日に行われたタイロン・ツォイゲ対ロッキー・フィールディング以来5年振りのドイツ国内での世界タイトルマッチ開催が確実となった。
2023年7月1日、ヴッパータールのウニハーレ・ヴッパータールでエスキバ・ファルカンとIBF世界ミドル級王座決定戦を行い、12回3-0（117-109、116-110×2）の判定勝ちを収め、タイロン・ツォイゲの陥落から5年振りとなる王座を獲得した。
2023年10月14日、テキサス州ローゼンバーグのフォート・ベント・コミニティーセンターでWBO世界ミドル級王者のジャニベク・アリムハヌリと王座統一戦を行うが、6回1分25秒TKO負けを喫し初防衛に失敗、王座獲得から3ヶ月後にまたしてもドイツからボクシング世界王者が不在となる王座から陥落した。

## 獲得タイトル
- GBA（ドイツボクシング協会）インターナショナルミドル級王座
- BDBドイツミドル級王座
- IBOコンチネンタルミドル級王座
- IBFインターコンチネンタルミドル級王座
- IBF世界ミドル級王座（防衛0）
- WBOヨーロピアンミドル級王座